# Anna pomorska (1421–1447/1459)
Anna pomorska (ur. najp. 1421, zm. w okr. 14 maja 1447–21 listopada 1459) – żona Jana V, księcia Meklemburgii-Schwerin, córka Kazimierza V, księcia szczecińskiego i Katarzyny brunszwickiej. 

## Sprawa małżeństwa
Ślub Anny z Janem V zawarty został z inicjatywy księżnej Katarzyny, wdowy po Janie IV, księciu Meklemburgii-Schwerin – 17 września 1436. Początkowo, Annę reprezentował jej ojciec Kazimierz V, po jego śmierci - młodszy brat Joachim Młodszy. Tenże, na rzecz przyszłego szwagra zobowiązał się wypłacić posag, w wysokości 5 tysięcy guldenów reńskich. 
O życiu Anny w okresie ponad 6-letniego małżeństwa niewiele wiadomo. Jej mąż zmarł w okresie 1 listopada 1442–13 stycznia 1443, na skutek zarazy. Księżna po otrzymaniu oprawy wdowiej, w wysokości 6,5 tysiąca guldenów – powróciła na Pomorze.
Anna pomorska zmarła bezpotomnie. Miejsce jej pochówku, nie jest znane, choć pojawia się pogląd, że ciało jej zostało złożone w klasztorze cysterek w Koszalinie.

## Genealogia
| Świętobor I ur. ok. 1351 zm. 21 VI 1413 | Świętobor I ur. ok. 1351 zm. 21 VI 1413 |                                                     |                                                     | Anna ur. zap. 1360 zm. w okr. 18 IV–17 X 1391 | Anna ur. zap. 1360 zm. w okr. 18 IV–17 X 1391 |  |  | Bernard I ur. ? zm. 1434 | Bernard I ur. ? zm. 1434 |                                                 |                                                 | Małgorzata sasko-wittenberska ur. ? zm. 1418 | Małgorzata sasko-wittenberska ur. ? zm. 1418 |
|                                         |                                         |                                                     |                                                     |                                               |                                               |  |  |                          |                          |                                                 |                                                 |                                              |                                              |
|                                         |                                         |                                                     |                                                     |                                               |                                               |  |  |                          |                          |                                                 |                                                 |                                              |                                              |
|                                         |                                         | Kazimierz V ur. ok. 1381 zm. w okr. 5 V–10 XII 1434 | Kazimierz V ur. ok. 1381 zm. w okr. 5 V–10 XII 1434 |                                               |                                               |  |  |                          |                          | Katarzyna brunszwicka ur. najwcz. 1389 zm. 1429 | Katarzyna brunszwicka ur. najwcz. 1389 zm. 1429 |                                              |                                              |
|                                         |                                         |                                                     |                                                     |                                               |                                               |  |  |                          |                          |                                                 |                                                 |                                              |                                              |
|                                         |                                         |                                                     |                                                     |                                               |                                               |  |  |                          |                          |                                                 |                                                 |                                              |                                              |
|                                         |                                         |                                                     |                                                     |                                               |                                               |  |  |                          |                          |                                                 |                                                 |                                              |                                              |

|  |  |  |  | Anna pomorska (ur. najp. 1421, zm. w okr. 14 V 1447–21 XI 1459) |